# Apátvarasd
Apátvarasd là một thị trấn thuộc hạt Baranya, Hungary. Thị trấn này có diện tích 8,14 km², dân số năm 2010 là 130 người, mật độ 16 người/km².